# Tenuipalpus tapirirae
Tenuipalpus tapirirae är en spindeldjursart som beskrevs av De Leon 1965a. Tenuipalpus tapirirae ingår i släktet Tenuipalpus och familjen Tenuipalpidae. Inga underarter finns listade i Catalogue of Life.